# Сеймурии
Сеймуриите (Seymouria) са изчезнал род четириноги гръбначни животни от ранния перм, които съчетават характеристики и на земноводни, и на влечуги. Съществували са преди около 280 млн. години.

## Разпространение
Сеймуриите са били разпространени в Северна Америка и Европа.

## Описание
Достигали са на дължина до около 60 cm.

## Класификация
Род Сеймурии
- Вид S. baylorensis
- Вид S. sanjuanensis
- Вид S. grandis
- Вид S. agilis